# Curut
Curut is een bestuurslaag in het regentschap Grobogan van de provincie Midden-Java, Indonesië. Curut telt 1218 inwoners (volkstelling 2010).